# Tibetlerche

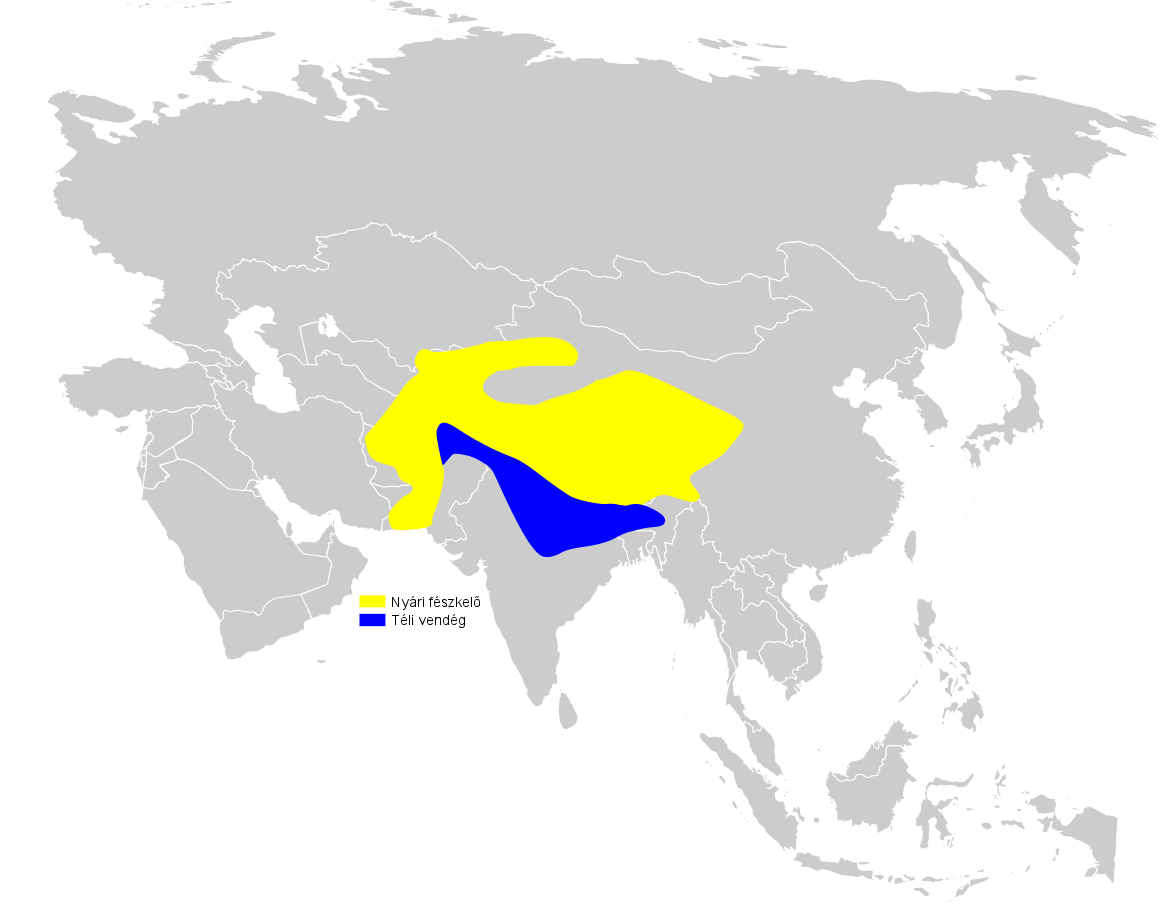
Verbreitungsgebiet der Tibetlerche
Brutgebiete
Überwinterungsgebiete

Die Tibetlerche (Calandrella acutirostris) ist eine kleine Art aus der Familie der Lerchen. Sie entspricht in ihren Körperproportionen der unter anderem in Südeuropa vorkommenden Kurzzehenlerche. Das Verbreitungsgebiet der Tibetlerche liegt in Asien. Es werden zwei Unterarten unterschieden.
Die IUCN stuft die Bestandssituation der Tibetlerche mit ungefährdet (least concern) ein.

## Merkmale
Die Tibetlerche erreicht eine Körperlänge von etwa 13 bis 14 Zentimetern, wovon zwischen 5,8 und 6,5 Zentimeter auf den Schwanz entfallen. Der Schnabel misst vom Schädel aus zwischen 1,3 und 1,5 Zentimeter. Sie wiegt 18 bis 23 Gramm. Es besteht kein Geschlechtsdimorphismus.
Die Grundfarbe der Körperoberseite ist sandfarben hell gelblich grau oder grau braun. Der Oberkopf und der obere Rücken sind auf diesem Grund fein dunkel längs gestreift, bei einigen Individuen ist der Oberkopf gelegentlich jedoch auch völlig ohne Zeichnung. Der Bürzel ist einfarbig sandfarben mit einem rosarötlichen Anflug. Die Schwingen und die Schirmfedern sind dunkel graubraun mit blassbraunen Säumen. Die großen und mittleren Armdecken haben breite gelbliche bis weißliche Spitzen, die im Flug zwei deutlich sichtbare Flügelbinden bilden. Der Schwanz ist ebenfalls graubraun, die äußerste (sechste) Steuerfeder hat außen einen gelblichweißen Keil.
Die Art zeigt einen undeutlichen schmutzigweißen Überaugenstreif, der nach unten durch einen feinen dunklen Augenstreif begrenzt wird. Wangen und Ohrdecken sind fast ungestrichelt einfarbig graubraun und nach hinten und unten breit weiß begrenzt. Wangen- und Kinnstreif sind schmal und dunkel schwarzgrau, der Bartstreif ist weiß. Die meisten Individuen haben einen schmalen dunklen Brustseitenfleck, die Brustseiten darunter sowie die oberen Flanken sind auf gelblichem Grund schwach dunkel gestrichelt. Die übrige Brust und die Kehle sind ebenso wie die ganze übrige Rumpfunterseite einfarbig weiß.
Die Iris ist dunkelbraun, die Beine sind fleisch-, der schlanke Schnabel ist bräunlich-gelb und etwas länger und schlanker als bei der Kurzzehenlerche.

## Verwechslungsmöglichkeiten
In ihrem Verbreitungsgebiet kommt auch die Kurzzehenlerche vor, von der die Tibetlerche bei Feldbeobachtung kaum zu unterscheiden ist. Insgesamt ist die Tibetlerche auf der Körperoberseite weniger kräftig gestreift und etwas grauer als diese.

## Verbreitungsgebiet und Lebensraum
Die Tibetlerche kommt im Iran, Afghanistan, im Nordosten von Pakistan, Nordindien und Westchina vor. Sie ist in ihrem Verbreitungsgebiet ein Stand-, Strich- und Zugvogel. Als Sommergast ist sie auch im Süden Nepals anzutreffen. Als Irrgast ist sie bereits in Israel beobachtet worden.
Der Lebensraum der Tibetlerche sind Halbwüsten mit spärlicher niedriger Vegetation, Grassteppen und steinige Hochplateaus bis in Höhenlagen von 5000 Metern. Sie kommt auch an moorigen Stellen, Flussufern und kleineren Tümpeln vor. Anders als die Riesensumpflerche lebt sie jedoch nicht in der reinen Sumpfsteppe.

## Lebensweise
Ähnlich wie die Riesensumpflerche durchläuft die Tibetlerche auch flache Wasserstellen. In ihrem Verhalten erinnert sie an Pieper und kann mit dort überwinternden Pazifischen Wasserpiepern verwechselt werden. Das Männchen zeigt einen Singflug, bei der es eine Höhe von 20 bis 50 Meter erreicht.
Die Nahrung besteht aus Sämereien und Insekten. Da sie auch schon dabei beobachtet wurde, wie die Tibetlerche den Kopf in Wasser eintauchte, ist auch möglich, dass auch kleine Fische zu ihrem Nahrungsspektrum gehört.
Die Tibetlerche ist wie alle Lerchen ein Bodenbrüter. Das Nest wird innen mit feinem Pflanzenmaterial und Wolle ausgelegt. Das Gelege besteht aus zwei Eiern, die ein Frischvollgewicht von 2,37 Gramm haben. Die Nestlinge werden von beiden Elternvögeln gefüttert.

## Einzelbelege
1. 1 2 3 4 5  Pätzold: Kompendium der Lerchen. S. 268.
2. 1 2  Pätzold: Kompendium der Lerchen. S. 269.
3. ↑  Calandrella acutirostris in der Roten Liste gefährdeter Arten der IUCN 2016. Eingestellt von: BirdLife International, 2016. Abgerufen am 26. Februar 2017.
4. 1 2  Pätzold: Kompendium der Lerchen. S. 266.